# Etienne Baele
Etienne Baele (* 29. April 1891; † 1975) war ein Generalleutnant der belgischen Streitkräfte.

## Leben
Baele absolvierte eine Offiziersausbildung und fand nach dessen Abschluss verschiedene Verwendungen im Heer. Er wurde am 26. Dezember 1938 zum Oberst befördert und war zu Beginn des Überfalls der deutschen Wehrmacht 1940 Kommandeur des 7. Artillerieregiments. Am 26. Juni 1944 wurde zum Generalmajor befördert. Nach dem Ende des Zweiten Weltkrieges wurde er zum Generalleutnant befördert und übernahm im Februar 1950 den Posten als Chef des Generalstabes. 1951 löste er General Omar N. Bradley als Vorsitzender des NATO-Militärausschusses ab und übte diese Funktion bis zu seiner Ablösung durch General Charles Foulkes 1952 aus.

## Weblink
- Eintrag in Generals.dk

| Personendaten    | Personendaten      |
| ---------------- | ------------------ |
| NAME             | Baele, Etienne     |
| KURZBESCHREIBUNG | belgischer General |
| GEBURTSDATUM     | 29. April 1891     |
| STERBEDATUM      | 1975               |